# Red de Áreas Marinas Protegidas de España
La Red de Áreas Marinas Protegidas de España, también conocida por sus siglas RAMPE, es el conjunto de las áreas marinas protegidas y otros espacios marinos protegidos parte de la Red Natura 2000 o fruto de la participación de España en convenios internacionales, como OSPAR o ZEPIM, además de las reservas marinas. Las Áreas Marinas Protegidas (AMP) son una figura de espacio natural protegido que se creó a partir de la Ley 42/2007 del patrimonio natural y la biodiversidad, pero no fue hasta 2010, con la Ley 41/2010, cuando se creó oficialmente la RAMPE. La primera Área Marina Protegida fue El Cachucho, situada frente a las costas asturianas y declarada como AMP en 2011, y que anteriormente ya era Zona Especial de Conservación de la Red Natura 2000 y área marina OSPAR. La gestión de los espacios protegidos en España depende habitualmente de las comunidades autónomas, pero en el caso de territorios marinos la gestión es llevada a cabo por el Ministerio de Medio Ambiente. España es el segundo país de la Unión Europea que más superficie marina aporta a la Red Natura 2000.

## Objetivos
La Red de Áreas Marinas Protegidas de España se creó con cuatro objetivos principales, acordes además con la estrategia de la Unión Europea de protección del medio marino, reflejada en la Directiva marco sobre la estrategia marina, de 2008, propiciada a su vez por el Convenio sobre la Diversidad Biológica de 1992 de Río de Janeiro y las posteriores conferencias y conclusiones. Estos objetivos principales son:
1. Conservar y recuperar el patrimonio natural y la biodiversidad marina.
2. Proteger y conservar las áreas marinas más representativas en cuanto a especies, hábitats y ecología.
3. Fomentar los corredores ecológicos marinos.
4. Constituir la aportación del Estado español a las redes europeas y mundiales de áreas marinas protegidas.

## Espacios marinos integrados en la RAMPE
Según la Ley 42/2007, no sólo las Áreas Marinas Protegidas conforman la RAMPE, sino también otro tipo de espacios protegidos que se encuentren en aguas españolas:
- Las Áreas Marinas Protegidas.[8]
- Las Zonas Especiales de Conservación (ZEC) o Lugares de Importancia Comunitaria (LIC), de la Red Natura 2000.[8]
- Las Zonas de Especial Protección para las Aves (ZEPA), de la Red Natura 2000.[8][9]
- Las áreas protegidas por instrumentos internacionales: 
  - Las Zonas Especialmente Protegidas de Importancia para el Mediterráneo (ZEPIM).[8]
  - Las Áreas marinas protegidas OSPAR.[8]
- Las reservas marinas de interés pesquero de competencia estatal.[10]
- Otras zonas protegidas, a petición de la comunidad autónoma correspondiente.[8]